# 翔殷路
翔殷路是中国上海市杨浦区北部的一条干道，也是中环线一部份，东西走向。东起军工路，西至五角场。全长2975米，宽19米到36米。翔殷路的交汇道路有国和路、中原路、军工路等。
该路修筑于1922年，因跨引翔、殷行两区而得名。当时该路包括五角场以西的今邯郸路，总长达到5630米，宽7米到25米。1929年，上海市政府通过《大上海计划》，选择此处为市中心区，根据计划，1931年到1932年，配合第一届全国运动会在上海江湾召开，陆续开辟通往上海公共租界的黄兴路和其美路，连同淞沪路，形成五角场环岛。上海市政府又在其东端修筑虬江码头，1936年完成第一期工程。1939年日本占领军将其改名为明治通。1941年改名共存路、共荣路。1946年恢复翔殷路原名。1947年西段以美国空军中国战区参谋长魏德迈改名为魏德迈路（Wedemeyer Road），1950年又改名为邯郸路。
2002年7月，翔殷路拓宽至36米。2007年，上海轨道交通八号线开通，在翔殷路、中原路口设有翔殷路站。
第二军医大学位于翔殷路800号。

## 交会道路（东向西）
- 军工路
- 白城南路、国顺东路
- 包头路、包头南路
- 沙岗路
- 中原路、营口路
- 黑山南路
- 国和路、国定东路
- 国庠路
- 国济路
- 淞沪路、黄兴路